# Santiago Marco i Urrútia
Pour les articles homonymes, voir Marco.
Marco  Urrútia est un nom espagnol. Le premier nom de famille, en général paternel, est Marco ; le second, en général maternel, souvent omis, est Urrútia.
Santiago Marco i Urrútia, né en 1885 à Tarragone et mort en 1949 à Barcelone, est un décorateur catalan.

## Biographie
Santiago Marco étudie à l'École de la Llotja à Barcelone. Il s'initie à l'art du vitrail avec Agustí Rigalt (ca). Lors d'un séjour au Mexique, il travaille dans la verrerie américaine Wenwoor et étudie avec Antonio Fabrés.
À son retour, en 1902, il rejoint l'atelier du fabricant de meubles Francesc Vidal (ca).
Il devient indépendant vers 1920 et travaille pour la meilleure clientèle de Barcelone.
Il est président de l'association Promotion des arts décoratifs (FAD) (ca) de 1922 à 1949.
Pionnier dans plusieurs expositions internationales comme l'exposition des Arts Déco de Paris en 1925 ou la 6e Triennale de Milan de 1936, il participe également à l'Internacional del Moble de Barcelona (1923), a la dels Artistes Reunits (1929) et aux salons des décorateurs catalans de 1936 et de 1941-42.
Comme membre du patronat, il participe à la création en 1928 de l'École Massana.
De 1928 à 1935, il dirige, entre autres, les travaux d'aménagement des Archives de la ville de Barcelone, des Archives de la Couronne d'Aragon, de la résidence présidentielle de la Généralité de Catalogne, du Palais du Parlement de Catalogne et du Tribunal de cassation (ca).
Il préside de 1933 à 1936 la fédération catalane de cinéma amateur

## Publications
- (ca) Santiago Marco, Per la bellesa de la llar humil, 1923.
- (ca) Per la humanització del moble, 1932, 100 p..